# Victoria Cup 2011
La Victoria Cup del 2011 fue la 2.ª edición del torneo de selecciones africanas de rugby que se celebró del 12 de junio al 23 de julio de 2011.

## Equipos participantes
- Selección de rugby de Kenia (Simbas)
- Selección de rugby de Uganda (The Rugby Cranes)
- Selección de rugby de Zimbabue (Sables)

## Posiciones
| Pos. | Equipo   | Encuentros | Encuentros | Encuentros | Encuentros | Tantos | Tantos | Tantos | Puntos Bonus | Puntos Totales |
| Pos. | Equipo   | J          | G          | E          | P          | F      | C      | Dif.   | Puntos Bonus | Puntos Totales |
| ---- | -------- | ---------- | ---------- | ---------- | ---------- | ------ | ------ | ------ | ------------ | -------------- |
| 1    | Zimbabue | 4          | 4          | 0          | 0          | 142    | 81     | + 61   | 2            | 18             |
| 2    | Kenia    | 4          | 1          | 0          | 3          | 90     | 110    | - 20   | 1            | 5              |
| 3    | Uganda   | 4          | 1          | 0          | 3          | 78     | 119    | - 41   | 0            | 4              |

Nota: Se otorgan 4 puntos al equipo que gane un partido y 2 al que empate
Puntos Bonus: 1 punto por convertir 4 tries o más en un partido y 1 al equipo que pierda por no más de 7 tantos de diferencia

## Resultados
| 12 de junio | Uganda | 15 - 25 | Zimbabue | Kyadondo RFC, Kampala |  |

| 25 de junio | Zimbabue | 42 - 24 | Kenia | Harare Sports Club, Harare |  |

| 2 de julio | Zimbabue | 49 - 21 | Uganda | Hartsfield, Bulawayo |  |

| 9 de julio | Kenia | 27 - 10 | Uganda | RFUEA Grounds, Nairobi |  |

| 16 de julio | Uganda | 32 - 18 | Kenia | Kyadondo Rugby Ground, |  |

| 3 de agosto | Kenia | 21 - 26 | Zimbabue | Nyayo National sports Stadium, Nairobi |  |

| Bandera de Zimbabue |
| Campeón Zimbabue    |
| Primer título       |